# Stommeermolen
De Stommeermolen is een poldermolen in Aalsmeer in de Nederlandse provincie Noord-Holland. Hij bemaalt de gecombineerde Stom- en Hornmeerpolder. De Oosteinderpoelpolder, gelegen aan de andere zijde van de Molenvliet wordt bemalen door 't Polderhuis.
De eerste molen is in 1650 gebouwd voor het droogmaken van het Stommeer. Het meer werd meteen met twee vijzelmolens drooggemalen, in plaats van gangen van schepradmolens. De tweede molen is na het droogmaken weer verkocht, en verplaatst naar De Wilde Venen, de Stommeermolen blijft verantwoordelijk voor de bemaling van de polder.
Op 4 december 1919 werd de molen getroffen door bliksem. Ter vervanging werd de molen No1 van de Vriesekoopse polder, gebouwd in 1742, aangekocht en verplaatst naar de plek van de eerste molen. In 1927 verspeelde de molen zijn wiekenkruis maar werd in het voorjaar van 1928 hersteld. In 1929 werd de molen echter alsnog buiten gebruik gesteld, en er werd in de molen een elektromotor geplaatst die met behulp van een centrifugaalpomp de bemaling op zich nam. De koningsspil werd ingekort. In 1967 werden de Stommeer- en de Hornmeerpolder gecombineerd, er werd voor dat doel een gemaal naast de molen gebouwd. De molen kwam in 1987 in eigendom van de Rijnlandse Molenstichting, die hem vanaf 1989 in fases weer maalvaardig restaureerde.